# Huppe d'Afrique
Upupa africana
Pour les articles homonymes, voir Huppe (homonymie).
Espèce
La Huppe d'Afrique (Upupa africana) est une espèce d'oiseau autrefois considérée comme une sous-espèce de la Huppe fasciée (Upupa epops).
Son plumage est d'un orange plus soutenu que celui des autres sous-espèces. Au niveau des ailes, il diffère par la présence de rémiges secondaires blanches et de primaires totalement noires (sans la bande blanche visible chez les autres formes).
Son aire de répartition couvre l'Afrique, du centre du Congo[Lequel ?] au Kenya et jusqu'au Cap. Elle n'est pas migratrice, contrairement à la Huppe fasciée (Upupa epops).